# マーティン・ベロ
マーティン・ベロ（Martim Belo、2000年9月27日 - ）は、ラグビー・ヨーロッパ・スーパーカップ、ルシタノスXVに所属するラグビーユニオン選手。

## プロフィール
- ポルトガル出身[1]。
- ポジションはロック(LO)。
- 身長 194cm、体重 105kg
- ポルトガル代表キャップは13（2024年12月現在）でラグビーワールドカップ2023のポルトガル代表に選ばれた[2]。

## 略歴
2022年、ルシタノスXVに加入。